# Оно Сіндзі
Оно Сіндзі (яп. 小野 伸二, нар. 27 вересня 1979, Шідзуока) — японський футболіст.

## Виступи за збірну
1998 року дебютував в офіційних матчах у складі національної збірної Японії. Відтоді провів у формі головної команди країни 56 матчів.

## Статистика виступів
| Збірна Японії | Збірна Японії | Збірна Японії |
| Роки          | Ігри          | голи          |
| ------------- | ------------- | ------------- |
| 1998          | 3             | 0             |
| 1999          | 0             | 0             |
| 2000          | 12            | 1             |
| 2001          | 9             | 1             |
| 2002          | 8             | 1             |
| 2003          | 5             | 0             |
| 2004          | 7             | 2             |
| 2005          | 2             | 0             |
| 2006          | 9             | 1             |
| 2007          | 0             | 0             |
| 2008          | 1             | 0             |
| Усього        | 56            | 6             |

## Титули і досягнення
- У складі збірної:
  - Переможець Юнацького (U-16) кубка Азії: 1994
  - Чемпіон Азії: 2000
- Клубні:
  - Володар Кубка УЄФА: 2001/02
  - Чемпіон Японії: 2006
  - Володар Кубка Імператора: 2006
  - Володар Суперкубка Японії: 2006
  - Переможець Ліги чемпіонів АФК: 2007
- Особисті:
  - у символічній збірній Джей-ліги: 1998
  - Футболіст року в Азії: 2002